# Bogoliubov-Ungleichung
Als Bogoliubov-Ungleichung werden zwei  Ungleichungen bezeichnet, die beide sehr allgemeine Aussagen in der statistischen Physik machen. Die erste so bezeichnete Ungleichung ist eher abstrakt und setzt einen mit zwei Operatoren, A bzw. C, gebildeten Ausdruck (einen Erwartungswerten von quantenmechanischen Operatoren im thermischen Gleichgewicht) in Beziehung zu einem Produkt aus zwei mit den separaten Operatoren gebildeten Korrelationsfunktionen. Veröffentlicht wurde die Ungleichung 1962 von dem russischen Physiker und Mathematiker Nikolai Nikolajewitsch Bogoljubow. Variante 2 ist konkreter: sie betrifft die Freie Energie eines thermodynamischen Systems und ihre verschiedenen Näherungen und ist allgemeiner bekannt (siehe viele Standard-Lehrbücher der Statistischen Physik).

## Inhalt der Variante 1
Betrachtet wird ein physikalisches System, beschrieben mittels eines Hamiltonoperators {\displaystyle H}. Dann gilt für zwei Operatoren {\displaystyle A} und {\displaystyle C} (für die die angegebenen Mittelwerte existieren, die aber ansonsten beliebig sind):
{\displaystyle |\langle [A,C]\rangle |^{2}\leq {\frac {\beta }{2}}\langle \{A,A^{\dagger }\}\rangle \cdot \langle [C^{\dagger },[H,C]]\rangle \qquad {\text{mit}}\qquad \beta ={\frac {1}{k_{\mathrm {B} }T}}}
wobei {\displaystyle [A,C]} als Kommutator bzw. {\displaystyle \{A,A^{\dagger }\}} als Anti-Kommutator zu verstehen sind, sowie der Erwartungswert eines Operators {\displaystyle X} als
{\displaystyle \langle X\rangle ={\text{Sp}}(e^{-\beta H}X)/{\text{Sp}}(e^{-\beta H})}
gegeben ist. {\displaystyle k_{\mathrm {B} }} ist die Boltzmann-Konstante. Der (ursprüngliche) Beweis des Mermin-Wagner-Theorems, eines Fundamentaltheorems über die Unmöglichkeit geordneter zweidimensionaler Ferromagnete (bzw. Supraleiter bzw. Kristalle) bei isotroper Wechselwirkung, beruht hauptsächlich auf dieser Ungleichung.

## Beweisidee
Der Beweis der Bogoliubov-Ungleichung basiert darauf, dass über 
{\displaystyle (A,B):=\sum _{nm}^{E_{n}\neq E_{m}}\langle n|A^{\dagger }|m\rangle \langle m|B|n\rangle {\frac {e^{-\beta E_{m}}-e^{-\beta E_{n}}}{E_{n}-E_{m}}}}
ein positiv semi-definites Skalarprodukt definiert werden kann. Als Skalarprodukt erfüllt es die Schwarzsche Ungleichung:
{\displaystyle |(A,B)|^{2}\leq (A,A)\cdot (B,B)}
Betrachtet man nun {\displaystyle B=[C^{\dagger },H]} so erhält man die Ungleichung.

## Variante 2
Eine andere Beziehung ist ebenfalls als Bogoliubov'sche Ungleichung bekannt, aber allgemeiner anwendbar, z. B. bei der Approximation der sog. Freien Energie {\displaystyle F} eines beliebigen thermodynamischen Systems durch Näherungsverfahren, z. B. durch eine Molekularfeld-Näherung. Diese ebenfalls als "Bogoliubov'sche Ungleichung" bezeichnete Beziehung beruht darauf, dass in solchen Fällen der Hamiltonoperator {\displaystyle {\mathcal {H}}} des Systems durch eine Näherung {\displaystyle {\mathcal {H}}_{0}} ersetzt wird. Es gilt dann die  Beziehung
{\displaystyle F\leq F_{0}+\langle {\mathcal {H}}-{\mathcal {H}}_{0}\rangle _{0}\,,}
wobei auf der rechten Seite dieser Ungleichung alle Erwartungswerte konsequent mit dem Näherungsoperator zu berechnen sind, z. B. {\displaystyle \langle X\rangle _{0}={\frac {{\rm {{Spur}\,\,}}(e^{-\beta {\mathcal {H}}_{0}}X)}{{\rm {Spur}}\,\,e^{-\beta {\mathcal {H}}_{0}}}}\,.} Die freie Energie ist im Weiteren der Logarithmus der Zustandssumme, {\displaystyle F=-\beta ^{-1}\ln {\rm {{Spur}\,\,e^{-\beta {\mathcal {H}}}}}\,.} Das Multiplikationszeichen, {\displaystyle \cdot \,,} ist jetzt durch das Summenzeichen, +, ersetzt, was wegen des logarithmischen Charakters der Freien Energie sachgemäß ist ({\displaystyle \ln a\cdot b=\ln a+\ln b}). 
Ein Beweis der Variante 2 findet sich in dem angegebenen Artikel. Beide Varianten beruhen auf ähnlichen Ideen.